# Anaclet Wamba
Anaclet Wamba (* 6. Januar 1960 in Liranga, Kongo) ist ein ehemaliger französischer Boxer und Weltmeister des Verbandes WBC im Cruisergewicht.

## Amateur
Bei den Amateuren nahm Wamba für Kongo unter anderem an den Olympischen Sommerspielen 1980 in Moskau teil. Konnte dort jedoch keine Medaille erringen.

## Profi
Wamba konnte seine ersten 13 Fights siegreich gestalten und musste in seinem 14 Kampf seine erste Pleite hinnehmen. 1989 wurde er Europameister und 1990 scheiterte er an den Italiener Massimiliano Duran um den WBC-Weltmeistertitel. Im darauffolgenden Jahr traf er wieder auf Duran, und es ging erneut um den Weltmeistergürtel der WBC. Diesmal besiegte er Duran durch technischen Knockout in Runde 11 und sicherte sich somit den Titel.
Die dritte Auseinandersetzung der beiden, die noch im selben Jahr stattfand und in der es abermals um den Weltmeistergürtel des Verbandes WBC ging, brachte dasselbe Ergebnis wie die zweite.
Wamba verteidigte seinen Titel insgesamt sieben Mal und beendete 1994 seine Karriere.